# Conte di Kingston
Conte di Kingston è un titolo nobiliare inglese nella Parìa d'Irlanda.

## Storia

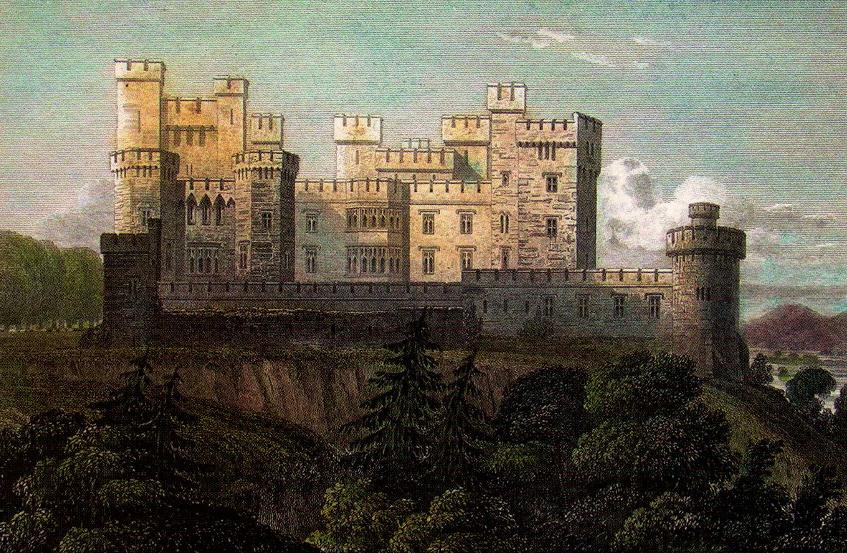
Il Castello di Mitchelstown, nella Contea di Cork, sede della famiglia King.

La famiglia King discendeva da Robert King, fratell minore di John King, I barone Kingston (titolo che si estinse nel 1761; vedi Barone Kingston). Nel 1682 Robert King venne creato was created a Baronetto, di Boyle Abbey nella  Contea di Roscommon. Successivamente fu parlamentare County Roscommon e Boyle nella Camera dei Comuni irlandese. Questi venne succeduto da suo figlio, John, II baronetto, che fu anche parlamentare per County Roscommon e Boyle al parlamento irlandese. John morì senza eredi e venne succeduto da suo fratello minore, Henry, III baronetto, che come il fratello fu parlamentare per County Roscommon e Boyle al parlamento. Henry venne succeduto dal figlio primogenito, Robert, il IV baronetto, che fu membro del parlamento per Boyle. Nel 1748, all'età di 24 anni, Robert venne creato Barone Kingsborough nella Parìa d'Irlanda. Ad ogni modo, questi morì senza eredi appena sette anni dopo, e la baronia si estinse.
Lord Kingsborough venne succeduto come baronetto dal fratello minore, Edward, V baronetto, che rappresentò Boyle e la Contea di Sligo al parlamento irlandese. Nel 1764 Edward venne elevato al titolo di Barone Kingston nella parìa d'Irlanda, di Rockingham nella Contea di Roscommon, ripresa del titolo estinsosi tre anni prima. Successivamente venne creato anche Visconte Kingston, di Kingsborough nella Contea di Sligo, nel 1766, e Conte di Kingston nel 1768, sempre nella Parìa d'Irlanda. Questi venne succeduto da suo figlio, Robert, il II conte, che fu rappresentante della Contea di Cork alla camera dei comuni irlandese. Questi sposò una sua parente, la ricca ereditiera Caroline Fitzgerald (m. 1823), figlia di Richard FitzGerald e di Margaret King, figlia di James King, IV barone King (della I creazione). La coppia accolse come educatrice delle loro figlie la nota educatrice e proto-femminista Mary Wollstonecraft, la quale proprio sotto il tetto del Castello di Mitchelstown scrisse le sue due opere principali Thoughts on the Education of Daughters e Original Stories from Real Life. La figlia del conte che maggiormente venne influenzata da questo insegnamento fu Margaret King che, una volta sposatasi col Conte Mount Cashell, intraprese un Grand Tour nel continente, accompagnata dall'amica Catherine Wilmot, stilando dei diari poi pubblicati col titolo di An Irish Peer on the Continent, 1801–03 (1920).
Il II conte venne succeduto dal figlio primogenito, George, III conte, che fu parlamentare per la Contea di Roscommon al parlamento irlandese e sedette nella Camera dei Lords inglese come. Nel 1821 venne creato anche Barone Kingston, di Mitchelstown nella Contea di Cork, nella Parìa del Regno Unito, che diede a lui ed ai suoi discendenti il diritto di sedere automaticamente alla Camera dei Lords inglese. Suo figlio primogenito, Edward, visconte Kingsborough, fu esperto di antichità e fu parlamentare per la costituente della Contea di Cork al parlamento inglese. Lord Kingsborough morì prima di suo padre, senza aver avuto eredi, e la contea passò a so fratello minore, Robert, il IV conte, il quale fu membro del parlamento per la costituente della Contea di Cork. Questi morì senza eredi e venne succeduto dal fratello minore, James, il V conte, che morì senza eredi nel 1869, portando così all'estinzione la baronia di Kingston creata nel 1821.
Il V conte venne succeduto nei rimanenti titoli dal suo cugino di primo grado, Robert King, II visconte Lorton, che divenne pertanto anche il VI conte. Robert era figlio del generale Robert King, figlio quartogenito del II conte, che era stato creato Visconte Lorton nella Parìa d'Irlanda nel 1806 (vedi Visconte Lorton per la storia di questa famiglia). Robert, il VI conte, già in precedenza aveva rappresentato Roscommon al parlamento e morì nell'ottobre del 1869, appena un mese dopo essere succeduto al titolo di conte, e venne succeduto dal figlio primogenito, Robert, il VII conte, che morì due anni dopo a quarant'anni senza eredi maschi. Il VII conte venne succeduto da suo fratello minore, Henry, l'VIII conte, che fu Lord Luogotenente della Contea di Roscommon e sedette alla Camera dei Lord. Henry sposò Frances Margaret Christina King-Tenison, figlia di Edward King-Tenison, di Kilronan Castle, Contea di Roscommon, e assunse nel 1883 anche il cognome di Tenison. Questi venne succeduto dal figlio secondogenito ma unico di quelli sopravvissutigli, Henry, IX conte, che combatté nella Seconda Guerra boera e nella prima guerra mondiale e sedette alla Camera dei Lords. Attualmente i titoli sono passati al pronipote del IX conte, Robert, il XII conte, che è succeduto al padre nel 2002. Attualmente inoltre il XII conte non è riuscito a provare la sua successione piena alla baronettia e pertanto non è inscritto nell'Official Roll of the Baronetage ed il titolo è considerato dormiente.
La sede della famiglia è il Castello di Mitchelstown a Mitchelstown, nella Contea di Cork. La famiglia era proprietaria inoltre del Castello di Kilronan nella Contea di Roscommon. Kilronan, è oggi un hotel di lusso, nei pressi del villaggio di Ballyfarnon nella Contea di Roscommon.

## Baronetti King, di Boyle Abbey (1682)
- Sir Robert King, I baronetto (m. 1707)
- Sir John King, II baronetto (m. 1720)
- Sir Henry King, III baronetto (m. 1740)
- Sir Robert King, IV baronetto (1724–1755) (creato Barone Kingsborough nel 1748)

## Baroni Kingsborough (1748)
- Robert King, I barone Kingsborough (1724–1755)

## Baronetti King, di Boyle Abbey (1682; ricreato)
- Sir Edward King, V baronetto (1726–1797) (creato Conte di Kingston nel 1768)

## Conti di Kingston (1768)
- Edward King, I conte di Kingston (1726–1797)
- Robert King, II conte di Kingston (1754–1799)
- George King, III conte di Kingston (1771–1839)
  - Edward King, visconte Kingsborough (1795–1837)
- Robert Henry King, IV conte di Kingston (1796–1867)
- James King, V conte di Kingston (1800–1869)
- Robert King, VI conte di Kingston (1804–1869)
- Robert Edward King, VII conte di Kingston (1831–1871)
- Henry Ernest Newcomen King-Tenison, VIII conte di Kingston (1848–1896)
  - Edward King, visconte Kingsborough (1873–1873)
- Henry Edwyn King-Tenison, IX conte di Kingston (1874–1946)
- Robert Henry Ethelbert King-Tenison, X conte di Kingston (1897–1948)
- Barclay Robert Edwin King-Tenison, XI conte di Kingston (1943–2002)
- Robert Charles Henry King-Tenison, XII conte di Kingston (n. 1969)

L'erede apparente è il figlio dell'attuale detentore del titolo, Charles Avery Edward King-Tenison, visconte Kingsborough (n. 2000).